# 동힌디어군
동힌디어군 또는 동부 힌디어는 중부 인도아리아어군의 하위 언어군 또는 방언군으로, 중세의 아르다마가다 프라크리트어에서 발전했다.

## 분류
- 아와디어
  - 카리브 힌두스탄어
  - 피지 힌디어
- 바겔리어
- 차티스가르어
  - 수르구자어

## 같이 보기
- 서힌디어군